# 흑기사 (드라마)
《흑기사》는 2017년 12월 6일부터 2018년 2월 8일까지 방송된 한국방송공사 수목 미니시리즈이며, 초반에는 흥미진진한 이야기 전개로 수목극 1위를 차지했으나 중반 이후 안샤론(서지혜 분)이란 캐릭터에 너무 힘을 준 나머지 그 위주로만 이야기가 진행되다 보니 다른 인물들의 서사가 밀도있게 그려지지 못해 균형을 잃어갔다.

## 줄거리
사랑하는 여자를 위해 위험한 운명을 받아들이는 순정파 남자의 이야기를 그린 드라마.

## 등장 인물

### 주요 인물
- 김래원 : 문수호 / 이명소 역 (아역 성유빈) - 사업가
- 신세경 : 정해라 / 분이 역 (아역 박가람) - 여행사 직원
- 서지혜 : 안샤론 / 최서린 역 (아역 아인) - 샤론양장점 디자이너. 본명은 최서린
- 장미희 : 장백희 / 베키 역 - 조향사. 서촌 문화 해설사
- 김현준 : 최지훈 역 - 해라의 10개월 전 남친. 검사 사칭 훈남 사기꾼

### 해라의 가족
- 황정민 : 이숙희 역 - 해라의 이모. 해라 엄마의 이복동생. 30대 후반 40대 초반 노처녀

### 해라의 친구들
- 김병옥 : 박철민 역 (아역 장성범) - 박곤의 아버지
- 신소율 : 김영미 역 - 청담동 패션 편집샵 대표. 해라, 곤과는 어린 시절 친구
- 박성훈 : 박곤 역 - 골프장 대표. 프로코치. 해라의 친구이자 영미의 약혼자

### 수호네 회사 사람들
- 정진 : 한실장 역 - 수호의 한국인 비서. 미국 유학 시절 초반에 만난 교포

### 해라네 여행사 사람들
- 한지선 : 강주희 역 - 여행사 직원. 해라의 회사 후배
- 김결 : 본부장 역
- 차청화 : 여행사 팀장 역 - 성격 좋은 여자. 학부형

### 샤론 양장점 사람들
- 김설진 : 양승구 역 - 샤론양장점 직원. 지능은 정상보다 조금 떨어지지만 옷에 대한 뛰어난 감각과 재능이 있다.

### 그 외 인물
- 염동헌 : 조부장 역
- 송삼동 : 점복이 및 최장빈 역 (아역 조현도)
- 임용순 : 경비 역
- 이승형 : 정해라의 아버지 역
- 금광산 : 털보네 빵집 사장 역

### 특별 출연
- 김정남

## 시청률
최저 시청률과 최고 시청률은 시청률 조사회사와 지역별로 시청률에 차이가 있을 수 있습니다.
| 2017년 | 2017년    | 2017년         | 2017년       | 2017년         | 2017년       |
| 회차   | 방송일    | TNmS 시청률    | TNmS 시청률  | AGB 시청률     | AGB 시청률   |
| 회차   | 방송일    | 대한민국(전국) | 서울(수도권) | 대한민국(전국) | 서울(수도권) |
| ------ | --------- | -------------- | ------------ | -------------- | ------------ |
| 제1회  | 12월 6일  | 8.0%           | 8.0%         | 6.9%           | 7.0%         |
| 제2회  | 12월 7일  | 8.1%           | 8.0%         | 9.3%           | 9.8%         |
| 제3회  | 12월 13일 | 8.8%           | 9.8%         | 7.9%           | 7.9%         |
| 제4회  | 12월 14일 | 9.8%           | 10.4%        | 9.1%           | 8.9%         |
| 제5회  | 12월 20일 | 10.6%          | 10.5%        | 10.4%          | 10.6%        |
| 제6회  | 12월 21일 | 10.9%          | 11.4%        | 11.1%          | 11.5%        |
| 제7회  | 12월 27일 | 10.9%          | 10.7%        | 11.6%          | 12.0%        |
| 제8회  | 12월 28일 | 13.0%          | 13.0%        | 13.2%          | 12.8%        |
| 2018년 |           |                |              |                |              |
| 제9회  | 1월 3일   | 10.0%          | 10.5%        | 9.2%           | 8.7%         |
| 제10회 | 1월 4일   | 10.3%          | 10.9%        | 10.6%          | 11.2%        |
| 제11회 | 1월 10일  | 9.4%           | 9.7%         | 9.8%           | 10.2%        |
| 제12회 | 1월 11일  | 9.5%           | 9.6%         | 9.9%           | 9.9%         |
| 제13회 | 1월 17일  | 8.8%           | 9.6%         | 7.9%           | 7.1%         |
| 제14회 | 1월 18일  | 8.7%           | 9.1%         | 8.3%           | 7.9%         |
| 제15회 | 1월 24일  | 8.2%           | 8.3%         | 8.7%           | 8.7%         |
| 제16회 | 1월 25일  | 9.3%           | 9.4%         | 8.6%           | 8.5%         |
| 제17회 | 1월 31일  | 11.1%          | 11.3%        | 9.1%           | 8.9%         |
| 제18회 | 2월 1일   | 11.0%          | 11.4%        | 9.5%           | 9.1%         |
| 제19회 | 2월 7일   | 9.6%           | 9.8%         | 8.7%           | 8.7%         |
| 제20회 | 2월 8일   | 12.9%          | 13.2%        | 13.9%          | 14.3%        |

## 촬영지
- 블레드 송
- 도살자다
- 스타리 광장
- 샛강 문화다리
- 프레자마 성
- 명동성당
- 피란
- 피란 타운 월즈
- 프레셰르노보 거리
- 이화정동빌딩 - 정해라 직장
- 돈화문로
- 북촌한옥마을 계동길
- CGV씨네 라이브러리
- 최참판댁
- 최순우 옛집
- 게스후
- 듀이어코리아
- 도쿄등심 선릉점
- 그랜드하얏트 서울
- 가래비빙벽장
- 마포대교
- 갤러리 라메르
- 인천개항박물관 - 샤론양장점
- 우리동네포차 달동네 문래역점
- 반포대교
- 아트센터 화이트블럭

## 동시간대 드라마
- MBC 수목 미니시리즈

《로봇이 아니야》 (2017년 12월 6일 ~ 2018년 1월 25일)
《하얀거탑》 (2018년 1월 22일 ~ 2018년 3월15일)
- SBS 드라마 스페셜

《이판, 사판》 (2017년 11월 22일 ~ 2018년 1월 11일)
《리턴》 (2018년 1월 17일 ~ 2018년 3월 22일)

## 같이 보기
- 대한민국의 텔레비전 드라마 목록 (ㅎ)
- 2017년 대한민국의 텔레비전 드라마 목록